# Rasgos mendelianos en humanos
En la herencia mendeliana, un hijo que reciba el alelo dominante de uno de los padres, tendrá la forma dominante del rasgo o carácter. Sólo aquellos que hayan recibido el alelo recesivo de ambos padres, presentará el fenotipo recesivo. Los rasgos puramente mendelianos son una minoría de todos los rasgos, ya que la mayor parte de los caracteres fenotípicos exhiben dominancia incompleta, codominacia, y herencia poligénica.

Los lóbulos unidos son un ejemplo de fenotipo recesivo.

El fenotipo recesivo puede, teóricamente, saltarse cualquier número de generaciones, permaneciendo silente en individuos portadores o heterocigóticos, hasta que tengan hijos con alguien que también tenga el alelo recesivo y ambos se lo pasen a su descendencia.

## Ejemplos
Entre estos rasgos se incluyen:

Patrón de herencia autosómico dominante

Patrón autosómico recesivo

Ejemplo de herencia codominante de los grupos sanguíneos

- Acondroplasia (autosómico dominante)[1]: 53
- Albinismo (recesivo)[1]: 53
- Alcaptonuria (autosómico recesivo)[1]: 53, 263
- Anemia de células falciformes (autosómico recesivo)[1]: 53
- Ataxia-Telangiectasia (recesivo)[1]: 53
- Braquidactilia (en algunos casos, autosómica dominante)[1]: 53
- Distrofia muscular de Duchenne (recesivo ligado al cromosoma X)[1]: 53
- Enfermedad de Huntington (autosómico dominante)[1]: 53
- Enfermedad de Tay-Sachs (autosómico recesivo)[1]: 53
- Fenilcetonuria (autosómico dominante)[1]: 53
- Fibrosis quística (autosómica recesiva)[1]: 53
- Galactosemia (autosómico recesivo)[1]: 53
- Hemofilia (ligado al cromosoma X)[1]: 53
- Hipercolesterolemia familiar (autosómico dominante)[1]: 53
- Habilidad para oler el ácido cianhídrico
- Estornudo fótico (dominante)
- Habilidad para saborear la feniltiocarbamida (dominante)
- Cera del oído húmeda (dominante) o seca (recesiva)
- Sexdactilia: seis dedos (dominante)
- Porfiria (según el tipo se pueden dar diversos padrones de herencia: autosómico dominante, autosómico recesivo o ligado al crosmsoma X)[1]: 53
- Síndrome de Ehlers-Danlos (autosómico dominante en la mayoría de los casos)

## Rasgos que previamente se creían mendelianos
Antiguamente se creía que algunos rasgos eran mendelianos, pero su herencia es, probablemente, basada en un modelo genético más complejo, que incluyen más de un gen. Estos son:
- Color de ojos
- Color del pelo
- Dedo de Morton
- Grupo sanguíneo
- Barbilla partida

- Pico de viuda
- Pecas faciales
- "Pulgar del autoestopista"
- Lóbulos de la oreja libres (dominante) o unidos (recesivo)[2]